# Silvestar Sabolčki
Silvestar Sabolčki (Žigrovec, 12. studenoga 1979. – Varaždin, 30. svibnja 2003.), bio je hrvatski nogometaš, igrač Varteksa iz Varaždina i zagrebačkog Dinama te reprezentativac.
Igrajući za varaždinski Varteks, Sabolčki se istaknuo kao jedan od najtalentiranijih hrvatskih nogometaša svoje generacije. Zbog odličnih igara u matičnom klubu, tjedan dana prije tragične pogibije potpisao je ugovor sa zagrebačkim Dinamom.

## Klupska karijera

### Varteks Varaždin
Silvestar Sabolčki je nogometnu karijeru započeo u omladinskom pogonu Varteksa prije nego što je s klubom 1998. godine potpisao prvi profesionalni ugovor u dobi od 18 godina. Ubrzo je postao standardni član prve momčadi. Za klub je tijekom pet sezona igranja skupio 121 prvenstveni nastup u kojima je postigao ukupno 11 zgoditaka. U sezoni 1998./99. je s klubom stigao do četvrtzavršnice Kupa pobjednika kupova izgubivši od španjolskog kluba RCD Mallorce u dvije utakmice (0:0, 1:3). Također, bio je važna karika u varaždinskoj momčadi koja je u sezoni 2001./02. igrala završnicu hrvatskog kupa protiv zagrebačkog Dinama izgubivši u dvije utakmice (1:1, 0:1).

### Dinamo Zagreb
U trenutku kada je poginuo, Sabolčki je već potpisao za Dinamo Zagreb te se trebao pridružiti klubu početkom sezone 2003./04.

## Reprezentativna karijera
U razdoblju između 1998. i 2001. Silvestar Sabolčki je bio član hrvatske U-21 reprezentacije za koju je nastupio 17 puta. S reprezentacijom je 1999. nastupio na Svjetskom U-21 prvenstvu igranom u Nigeriji gdje je postigao svoj jedini reprezentativni pogodak u visokoj 5:1 pobjedi protiv reprezentacije Kazahstana. Sljedeće godine je s U-21 reprezentacijom igrao na Europskom prvenstvu u Slovačkoj.
Sabolčki je nastupio i za hrvatsku seniorsku reprezentaciju i to dva puta. Za Vatrene je debitirao 25. travnja 2001. godine u prijateljskoj utakmici protiv Grčke, (2:2). Dvoboj je igran na Varteksovom stadionu a Sabolčki je ušao u igru u drugom poluvremenu kao zamjena Robertu Jarniju. Svoj drugi nastup za Hrvatsku, Sabolčki je imao u prijateljskoj utakmici igranoj u Šibeniku, na stadionu Šubićevac, protiv Makedonije, 9. veljače 2003. godine, (2:2).

## Smrt
Silvestar Sabolčki je poginuo u rano jutro 30. svibnja 2003. godine, u prometnoj nesreći. Nesreća se dogodila na raskrižju Koprivničke ulice i ulice Pavleka Miškine na istočnom ulazu u Varaždin. Tada je Sabolčki kao vozač Audija A3 prilikom velike brzine izgubio nadzor nad vozilom koje je udarilo u stup rasvjete te je prilikom okretanja udarilo i u drugi rasvjetni stup. U vozilu su bili i 20-godišnji Kristijan Kitner i 24-godišnji Krunoslav Sabolić koji su izletjeli iz vozila te poginuli na licu mjesta. Kitner i Sabolić su također bili nogometaši, oboje vratari. Kitner je tada igrao za varaždinski Varteks dok je Sabolić (bivši Varteksov igrač) nastupao za koprivnički Slaven Belupo.
Sabolčki i Kitner su pokopani, 2. lipnja 2003. godine, na groblju u Svetom Iliji, a Sabolić je pokopan istoga dana na groblju u varaždinskom predgrađu Biškupec.

## Vanjske poveznice
- Statistika na Sportnetu  Arhivirana inačica izvorne stranice od 20. ožujka 2021. (Wayback Machine)
- (engl.) Statistika na FIFA.com  Arhivirana inačica izvorne stranice od 7. studenoga 2012. (Wayback Machine)
- (engl.) Profil igrača na National Football Teams.com